# روش‌های اقتصادسنجی
روش‌های اقتصادسنجی کتابی از م. داتا با ترجمهٔ ابوالقاسم هاشمی است که در سال ۱۳۶۹ منتشر و در مراسم کتاب سال جمهوری اسلامی ایران به‌عنوان کتاب شایسته تقدیر معرفی شد.